# Relations entre l'Algérie et la Turquie
Les relations entre l'Algérie et la Turquie correspondent aux interactions diplomatiques, culturelles et économiques entre la République algérienne démocratique et populaire et la République de Turquie. L'origine des relations entre les deux remonte à la régence d'Alger, lorsque l'Algérie était sous contrôle partiel de l'Empire ottoman.
Du fait de leur histoire d'influences mutuelles, l'Algérie et la Turquie partagent de nombreuses similitudes culturelles, notamment sur le plan religieux, les deux pays étant majoritairement musulmans de tradition sunnite; cependant la Turquie est un État laïc (depuis 1928), contrairement à l’Algérie où l’islam est religion d’État.
Les relations contemporaines, depuis les années 2000, ont été façonnées autour de dossiers diplomatiques importants tels que la question palestinienne ou la deuxième guerre civile libyenne, dans lesquels les deux pays sont en accords à travers des prises de position communes.
L’Algérie est le deuxième partenaire commercial de la Turquie en Afrique, tandis que la Turquie est le premier investisseur étranger en Algérie ces dernières années avec plus de 377 projets d'investissements.
Les relations entre les deux pays se renforcent par l'important soutien humanitaire que l'Algérie offre à la Turquie frappée par des séismes en février 2023.

## Relations diplomatiques

### Représentations officielles
L'Algérie dispose d'une ambassade à Ankara, la capitale turque, ainsi que d'un consulat général à Istanbul.
La Turquie, quant à elle, est représentée par son ambassade située à Alger.

### Visites officielles

#### Délégations algériennes en Turquie
| Dates               | Représentant officiel  | Fonctions du représentant  |
| ------------------- | ---------------------- | -------------------------- |
| Avril 1986          | Abdelhamid Brahimi     | Premier ministre           |
| 2 au 4 février 2005 | Abdelaziz Bouteflika   | Président de la République |
| décembre 2021       | Aïmene Benabderrahmane | Premier ministre           |
| 15 au 18 mai 2022   | Abdelmadjid Tebboune   | Président de la République |

#### Délégations turques en Algérie

##### Historique (1985 - 2018)
| Dates               | Représentant officiel | Fonctions du représentant  |
| ------------------- | --------------------- | -------------------------- |
| 4 au 6 février 1985 | Turgut Özal           | Premier ministre           |
| janvier 1988        | Kenan Evren           | Président de la République |
| janvier 1999        | Süleyman Demirel      | Président de la République |
| mai 2006            | Recep Tayyip Erdoğan  | Premier ministre           |
| juin 2013           | Recep Tayyip Erdoğan  | Premier ministre           |
| novembre 2014       | Recep Tayyip Erdoğan  | Président de la République |
| février 2018        | Recep Tayyip Erdoğan  | Président de la République |

##### Présidence Tebboune (depuis 2019)
Le 7 janvier 2020, le ministre turc des affaires étrangères, Mevlüt Çavuşoğlu se rend en visite officielle à Alger. Il est reçu par son homologue récemment intronisé au sein du gouvernement algérien, Sabri Boukadoum. La délégation turque est ensuite accueillie par le Premier ministre Abdelaziz Djerad, puis par le président Abdelmadjid Tebboune au sein du Palais d'El Mouradia.
Cette visite a été l'occasion pour la république de Turquie de saluer la nouvelle présidence algérienne mais également de discuter de la guerre civile libyenne, conflit dans lequel l'Algérie et la Turquie sont grandement impliquées. Quelques jours plutôt, le 2 janvier 2020, le déploiement de troupes militaires en Libye est autorisée par le parlement turc. Cette intervention vise à soutenir le Gouvernement d'entente nationale reconnu par les Nations unies.
Le président algérien Abdelmadjid Tebboune s'est notamment félicité des excellentes relations bilatérales, l'Algérie ayant « d'excellents rapports avec les Turcs », précisant qu'« Ankara a investi près de cinq milliards de dollars en Algérie sans aucune exigence politique en contrepartie ».

## Relations économiques
L’Algérie est le deuxième partenaire commercial de la Turquie en Afrique, tandis que la Turquie est le premier investisseur étranger en Algérie ces dernières années avec plus de 377 projets d'investissements.
En 2024 la Turquie reste le premier investisseur en Algérie, mais l’Algérie devient également le pays africain captant le plus d'investissements venant de Turquie.

### Investissement
En 2018, la Turquie compte pour la quatrième source d'investissements directs à l'étranger (IDE) à destination de l'Algérie.
En 2024 environ 1 500 entreprises turques opèrent en Algérie. Le volume total des investissements de ces entreprises a dépassé les 6 milliards de dollars. Les entreprises de construction turques ont même mis en œuvre des projets d’une valeur de 21,3 milliards de dollars en Algérie.

### Importations et exportations
Vers l'Algérie, la Turquie exporte principalement des véhicules de transport, du fer, de l'acier, du textile ainsi que des produits manufacturiers. À l'inverse, l'Algérie exporte surtout des combustibles minéraux, du sucre et des produits chimiques. En 2017, le solde extérieur entre l'Algérie et la Turquie était presque à l'équilibre.
En 2018 les échanges commerciaux entre les deux pays s'élevaient à une valeur de 3,5 milliards de dollars. En 2023 ils ont atteint 6,3 milliards de dollars. Les présidents algérien et turc disent vouloir atteindre les 10 milliards de dollars d'échanges entre les deux nations.

### Vers un traité de libre-échange
Au vu des relations économiques entre les deux partenaires, les pourparlers visant à instaurer une zone de libre-échange algéro-turque se sont intensifiés. Ainsi, en janvier 2020 s'est tenu le forum d'affaires Algérie-Turquie à Alger, qui a notamment été l'occasion pour le président Erdogan de prôner la signature d'un traité de libre-échange.

## Histoire

### Guerre d'Algérie
Lors de la guerre d'Algérie (1954-1962), la position de la Turquie est ambiguë: elle est à la fois le seul membre de l’OTAN à livrer des armes au FLN algérien, et l’unique pays à majorité musulmane à voter contre la position algérienne aux Nations unies.

### Positions dans le conflit israélo-palestinien
Concernant le conflit israélo-palestinien, l’Algérie ne reconnaît pas l’État d’Israël contrairement a la République de Turquie qui est le premier pays à majorité musulmane à avoir reconnu Israël de facto en 1949 puis de jure un an plus tard.

### Relations contemporaines
Les relations contemporaines, depuis les années 2000, ont été façonnées autour de dossiers diplomatiques importants tels que la question palestinienne ou la deuxième guerre civile libyenne, dans lesquels les deux pays sont en accords à travers des prises de position communes.

### Aide humanitaire face aux séismes de 2023
Les relations entre les deux pays se renforcent par l'important soutien humanitaire que l'Algérie offre à la Turquie frappée par des séismes en février 2023.
L'Algérie s'illustre en étant le premier soutien africain de la Turquie à la suite des séismes du 6 février 2023. Sur ordre du président Tebboune, l'Algérie dépêche le matin même une première équipe de secouristes composée de 89 membres de la Protection civile spécialisés dans les « catastrophes naturelles », parmi lesquels des médecins et des brigadiers cynotechniques,. Le soir, le ministre de l'Intérieur, Brahim Merad, envoie une nouvelle équipe de 86 secouristes, auxquels viennent s'ajouter 40 bénévoles du Croissant-Rouge algérien, tandis que le président fait affréter « 95 tonnes d’aide humanitaire » . Le 10 février 2023, l'Algérie a décidé de faire don de 30 millions de dollars à la République de Turquie en guise de solidarité avec ce pays à la suite du violent séisme qui l'a frappé.
L'aide algérienne à la Turquie est saluée dans le monde entier. L'Organisation Internationale de Protection Civile honore les sauveteurs de « la médaille du chevalier ».
Par exemple, The Washington Post rend hommage aux sauveteurs algériens et les surnomme les héros d’Adıyaman,.
Le 25 avril 2023, le président turc Recep Tayyip Erdoğan décore le chef du détachement algérien, le colonel Moulay Khelifa. La cérémonie a lieu en présence de l'ambassadeur d'Algérie en Turquie, Sofiane Mimouni (en).